# 王立協会
王立協会（おうりつきょうかい、英語: Royal Society）は、1660年にロンドンで作られた民間の科学に関する団体である。正式名称は「自然についての知識を改善するためのロンドン王立学会」（The Royal Society of London for Improving Natural Knowledge）。他の日本語訳として王立学会（おうりつがっかい）、王認学会（おうにんがっかい）がある。結成以来現在まで存続している学会のなかで最古の学会である。

## 概要
1645年頃、イングランド内戦の影響によりオックスフォード大学から研究の場をロンドンに移し、実験哲学に関する活動を始めた数学者ジョン・ウォリスら10名程度の討論グループが王立協会の起源となった。正式名称は "The President, Council, and Fellows of the Royal Society of London for Improving Natural Knowledge"（自然知識を促進するためのロンドン王立協会である）。
ロイヤルという名前は1662年にチャールズ2世の勅許を得て法人格を得たためつけられたが、国王または女王はあくまで守護者（パトロン）の位置づけで、フランスの王立パリ科学アカデミーと違って国庫の補助はなく、1850年に政府の補助金を得るまで会員の会費によって運営されていた。王族フェロー、名誉フェロー、外国人フェロー（日本人を含む）を含めて2016年の時点で約1600人のフェローがおり、会員は「王立協会フェロー」を名乗ることが許可される。
この会は当初から国立（王立）ではなく民間科学団体ではあるが、イギリスの事実上の学士院（アカデミー）としてイギリスにおける科学者の団体の頂点にあたる。また、科学審議会（Science Council）の一翼をになうことによって、イギリスの科学の運営および行政にも大いに影響をもっている。1782年創立の王立アイルランドアカデミー（Royal Irish Academy）と密接な関係があり、1783年創立のエディンバラ王立協会とは関係が薄い。
17世紀以降の著名な科学者の多くは、創立メンバーまたは会員になっている。王立協会フェローにはFRS（Fellow of the Royal Society）という称号が付く。最初期の主要な会員には、ロバート・ボイル、J・イーブリン、ロバート・フック、ウィリアム・ペティ、ジョン・ウォリス、ジョン・ウィルキンズ、トーマス・ウィリス、クリストファー・レンなどがいる。万有引力の法則の発見や光学の研究で近代科学に多大な影響を与えたアイザック・ニュートンは、その業績が認められ後に会長になった。

## 歴史

### 草創期

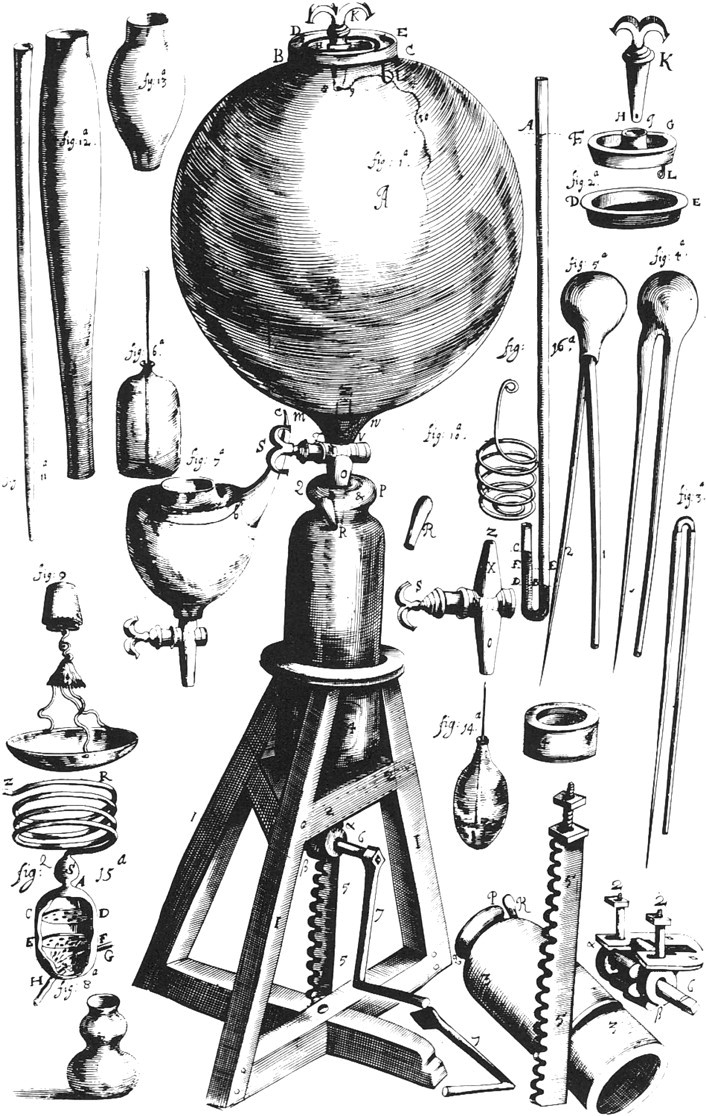
ロバート・ボイルの空気ポンプ

イギリスでは1641年に清教徒革命が起こり、国王が処刑された。1645年頃、ロンドンに実験哲学好学者たちの科学サークルができていた。この会は礼拝堂牧師ジョン・ウィルキンス(1614-1672)を中心として、グレシャム卿の屋敷に会合場所を持っていた。そして週1回集まって何か実験を行っていた。
一方オックスフォードでは、オックスフォード実験哲学サークルができていた。1648年にオックスフォードのウォダム学寮の学長になったウィルキンズは1648年にロンドンの仲間を呼んだりした。ボイルの法則で有名なロバート・ボイル(1627-1691)も1658年にオックスフォードに移ってきた。1646年のボイルの手紙には「インビジブル・カレッジ」（見えざる大学、人間関係でつながった学派のようなもの）という記述があり、メンバーの私的なつながりができていた。
1653年にオックスフォード大学へ入ったロバート・フック(1653-1703)は、1655年に医者のトマス・ウィリアムス(1622-1675)の科学研究の助手となり、オックスフォードの科学サークルにも顔を出すようになった。フックはボイルの助手として雇われて空気ポンプなどを作ってボイルの研究を助けた。
これらの先行する科学サークルが統合して、王の勅許状を得て法人格を得て、より活動しやすくすることを狙って発足したのがロイヤル・ソサエティである。モットーは"Nullius in verba"（ラテン語で「言葉によらず」）。これは古代ローマの詩人であるホラティウスの言葉からの引用で、原文は"Nullius addictus judicare in verba magistri"（「権威者の伝聞に基づいて（法廷で）証言しない」）。つまり、権威に頼らず証拠（実験・観測）をもって事実を確定していくという近代自然科学の客観性を強調するものである。
1660年11月28日（旧暦）の会合で、「自然学的、数学的な実験学問を推進するためにカレッジを設立する」提案がなされ、実験哲学の育成を目的としたアカデミー設立計画が動き出した。1662年にチャールズ2世から1回目の勅許状（翌年改訂され差し替えられた）が与えられ、「自然知識を促進するためのロンドン王立協会」として正式に発足した。発足当初の事務局長はヘンリー・オルデンバーグ、会員数は119名であり、グレシャム・カレッジに間借りする形で活動した。特許法人となった王立協会は国教会の許可を経ずに役員の判断で出版活動ができるようになり、1665年には定期刊行物『フィロソフィカル・トランザクションズ』が発刊され、ヨーロッパを代表する学術雑誌となった。

### 初期の活動

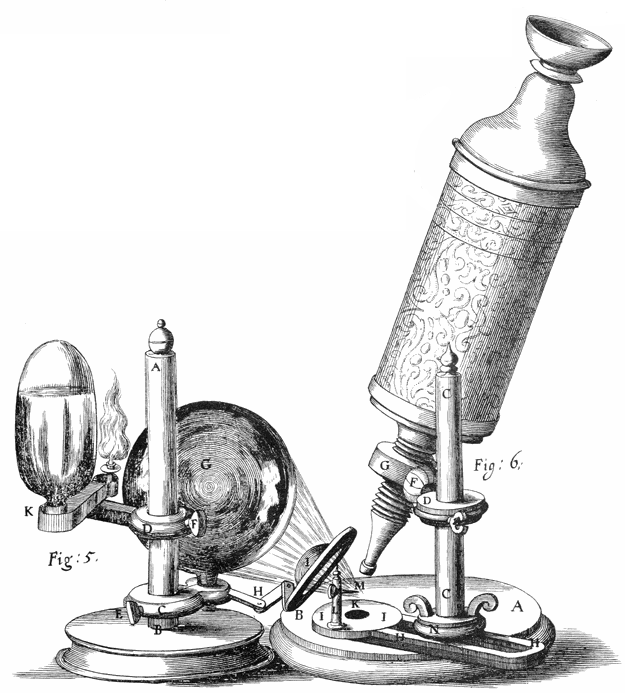
フックが協会の会合で見せた顕微鏡（『ミクログラフィア』にある版画）

第1回の会合に集まったのは12名で、毎週水曜日午後3時に会合を持つことになった。そして会員数を55名とすることになった。ロイヤルを冠していても同時代のフランスの「パリ科学アカデミー」や、フィレンツェの「フィレンツェ実験学会」が国立機関であったのと違い、自発的な民間の知識の増大と普及が目的の団体であって、会員の自腹の会費で運営された。
会員の職業は貴族、政治家、外交官、ジェントルマン、法律家、聖職者、内科医、学者、著述家、将校、官吏、商人などであって、各分野、各身分に開かれていた。このうち科学者と言いうるのは会員の3分の1ほどであった。王立協会は民間の共同事業であるばかりでなく、非専門家が過半数を占める団体であった。この時代は科学者という職業はなかったので、この時代の歴史に残る科学者たちもアマチュアの伝統のもとに活動していた。
協会の入会金は10シリング、会費は週1シリングとされた。これは庶民には高額であった。
1662年にロイヤル・ソサエティはロバート・フックを雇い実験主任（キュレイター）とした。フックは1663年に会員に選出された。当時の会費は2ギニア（21シリング）と高価だったが、フックは会費を免除され、毎週の会合で3、4の実験を見せ、参加者の研究を助けることを仕事にした。1664年に協会への寄付でグレシャム・カレッジの社会人向けの講座を開くことになりフックが講師となった。さらに1665年に協会の後押しでフックはグレシャム・カレッジの幾何学教授になり、カレッジを住居とした。これらの仕事でフックは科学で生計を立てることができるようになった。
アイザック・ニュートンは協会設立時に18歳だったが、チャールズ2世に望遠鏡を献上し、それが協会に回され1672年、29歳で会員になった。

### ロンドン大火
フックが一般に名声を得たのは1666年のロンドン大火の再建事業で、クリストファー・レンの助手としてロンドンの測量を行ったことからである。フックとレンは1666年のロンドン大火後のロンドン復興に尽力し多くの建物の設計を行った。

### フックとニュートンの対立

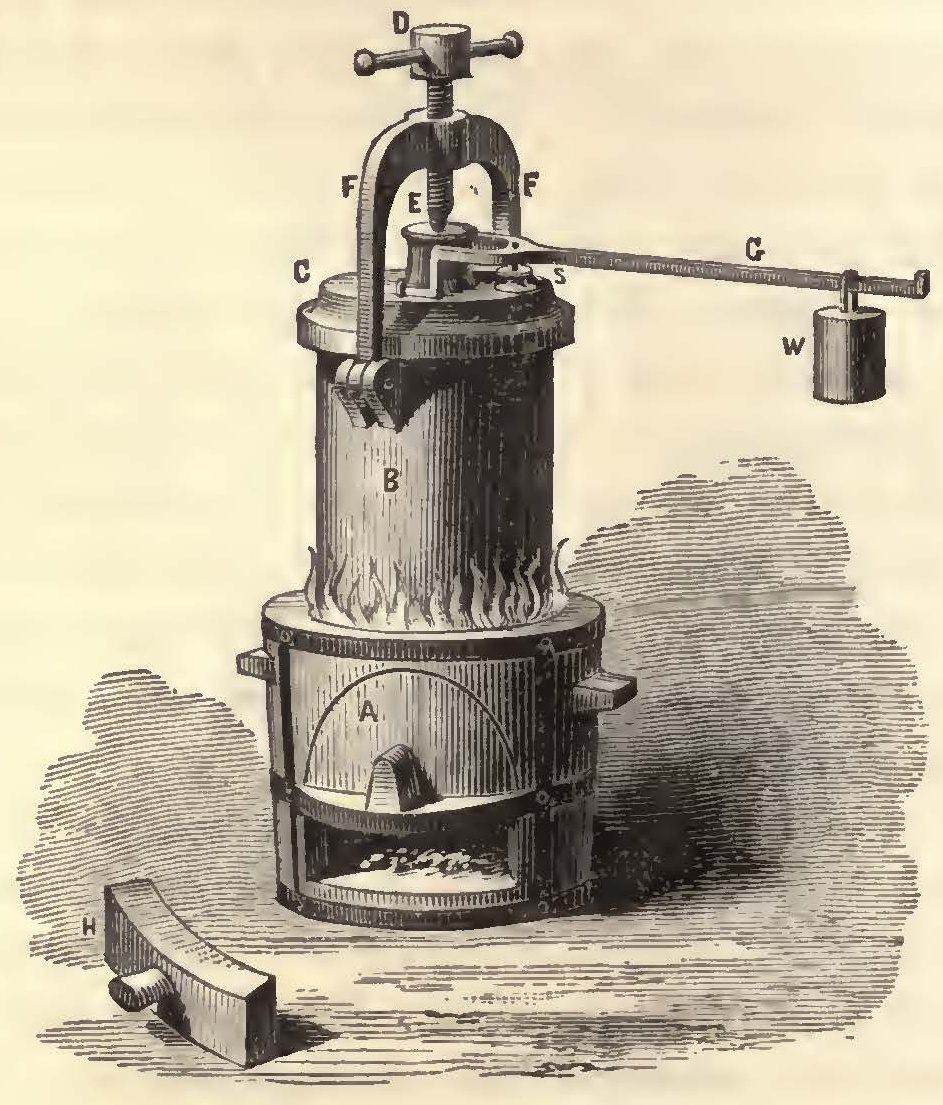
パパンのダイジェスター（圧力釜）

ロバート・フックは1677年に協会の事務局長になった。会長は名ばかりでフックの地位は決定的になった。1679年にはドニ・パパン(1647-1721?)が発明した火力機関を使って、動物の骨や肉などを軟らかく煮る実験を協会で見せるように助けた。7回の会合で続けられたその実験は「哲学的夕食」と呼ばれるほどたのしく、圧力釜の発明となった。フックはパパンが協会の準実験主任となるように助け、パパンは協会で何度もたのしい実験を見せた。
フックはエドモンド・ハリー(1656-1743)と「距離の逆二乗に従う惑星同士の引力からその軌道を求める」問題を議論していた。フックにはアイディアはあったが、証明はできなかった。また、フックは1665年に出版した『ミクログラフィア』の中で白雲母の薄片に生じる虹色を議論していた。そのため、まだ若かったアイザック・ニュートンと万有引力と光学の理論で激しく対立した。

### 協会の変化
初期の、毎週の会合でみんなで実験して見せるという活動は1680年代には失われてきて、現代の協会と同じく研究の報告と討論が主となった。好学者が会員として同居していてもそれは観客にすぎなくなった。

### 学界に権威を持ち込んだニュートン
1703年にロバート・フックが死んだあと、アイザック・ニュートンが会長になった。ニュートンは死ぬまでの24年間会長にあり、175回開かれた評議会に161回出席した。ニュートンは1710年に会をグレシャム・カレッジからクレイン・コートに移転することを強行した。その際フックに関係したものはすべて移さなかった。このためフックの実験機器も肖像画も行方不明となり、フックの墓もどこか分からなくなった。1711年にニュートンは評議会に改革案を提示した。その内容は、
1. 会長を除いて何びとも上座に着席してはならない。2名の書記は下座の両側にそれぞれ1名ずつ着席すること。賓客を除く他の会員は会長の判断に従うこと。
2. 会合では会長に話しかける場合を除いて、何びとも私語をしても、協会の活動を中断させるような大声を出してはならない。

というものであった。フックが実験を見せていたときには、参加者は実験に加わったり、参加者の発案で実験に工夫を加えることもあったが、ニュートンは協会の会合を儀式のように変えてしまった。また、ニュートンは外国の偉い人が会長ニュートンを敬い、協会を訪問してあいさつをすると、外国人会員に選ぶこともはじめた。これには多くの科学者が反対したが、ニュートンを尊敬する人が評議員に増えると、当たり前となった。

### 協会の実験科学の衰退
王立協会は設立時には実験科学を重視した学会だった。実験科学の理念はフランシス・ベーコンやガリレオ・ガリレイによって提唱されたが、それが本格的に定着したのは1660年のイギリス王政復古後の王立協会であった。17世紀のフックの王立協会での活躍はガリレオ以来の実験科学の研究の伝統を受け継ぐものだった。しかし18世紀にニュートンが台頭すると協会では実用的な実験よりも理論的な科学の勢力が増した。協会が活動拠点としたグレシャム・カレッジはもともとトーマス・グレシャム(1519-1579)が、自身の死後に屋敷に「社会人教育のためのカレッジ」として創設されたもので、大衆のための教育施設だった。その講義では幾何学や天文学や実用的学問が重視された。フックが教授となったときもその伝統を受け継いでいた。グレシャム・カレッジと共にフックが活躍した時期の王立協会もイギリスの数学的諸科学の本拠地として機能した。しかし、17世紀後半から王立協会のフィロソフィカル・トランザクションズに掲載される論文では天文学など数学的諸科学の論文が減少し、技術分野への関心の低下が起こった。ニュートンの登場と台頭は理論的な科学への関心の高まりを反映することになり、1710年に老朽化したグレシャム・カレッジを離れて、クレーン・コートに独自の建物をもって移転し、フックの実験科学の伝統から離れていった。フックの時代の会員数は150人前後で推移していたが、ニュートンが会長になった1700年頃には会員数は100人程度だった。協会はニュートン会長の下で1700年代に急速に会員を増やし1840年には700人を超えた。

## 人物

### ロバート・ボイル
ロバート・ボイルは、1662年に協会で実験係になった。空気ポンプを使った実験的研究で気体に関するボイルの法則を発見し名を残した。

### ロバート・フック

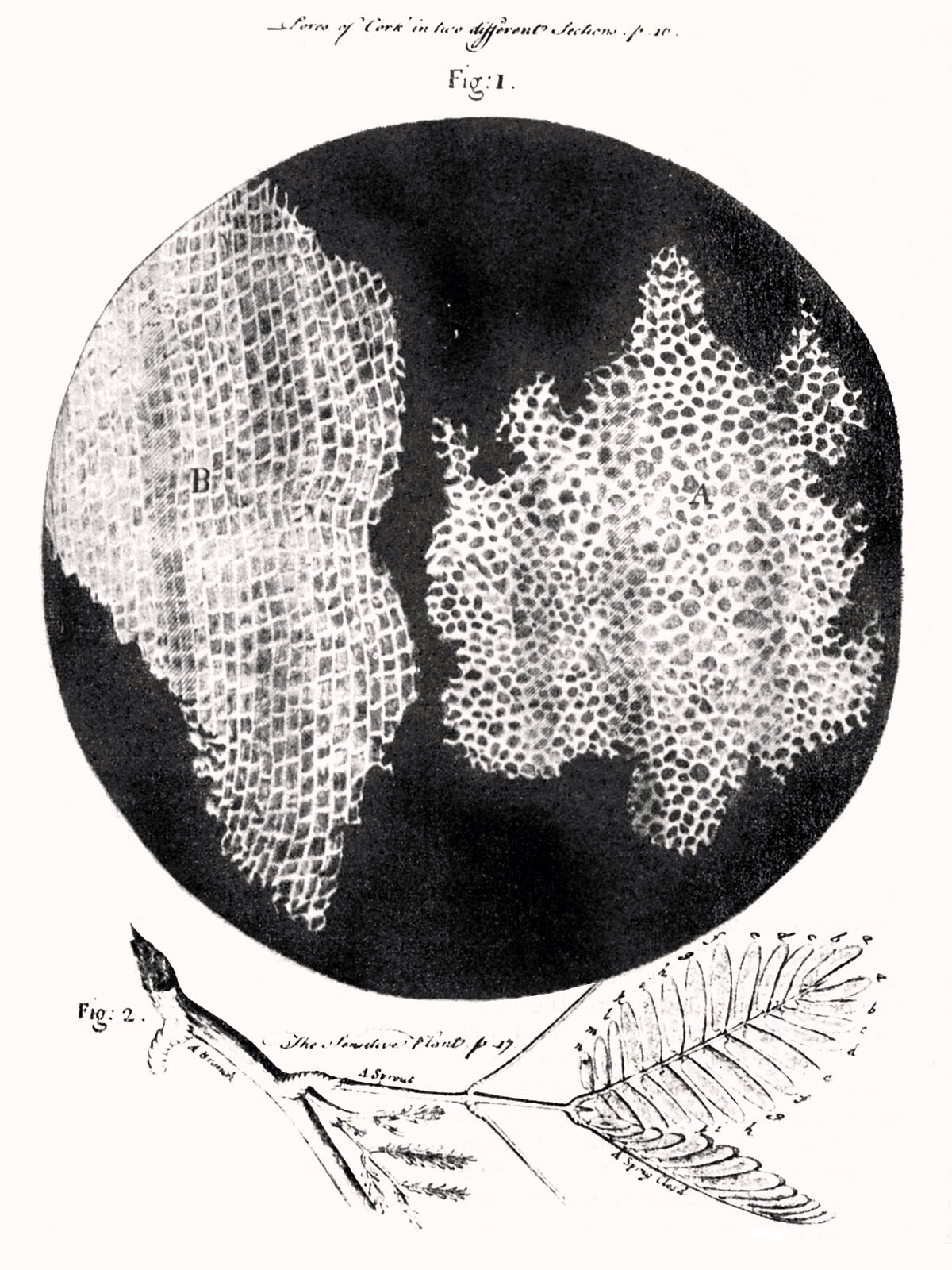
フックがスケッチしたコルクの細胞

協会の実験係、事務局長を務めた。フックの法則に名を残している。顕微鏡観察を会員に見せて楽しませ、観察記録を図版と共に『ミクログラフィア』として出版した。その著でコルクが「小さな部屋」の集まりであることを発見し、「cell（細胞）」と呼んだ。天体の精密観測にも関与し、接眼マイクロメーターの改良を行い、望遠鏡の照準の精度に関してヘヴェリウスと論争した。フックは自身の精密観測装置で恒星の年周視差の検出も試みた。フックの望遠鏡による精密観測はグリニッジ天文台のジョン・フラムスティードやエドモンド・ハリーに影響を与えた。

### アイザック・ニュートン
万有引力の法則や光学で名を残している。微積分の計算方法も発明したが、ライプニッツと先取権を争った。

### エドモンド・ハリー
エドモンド・ハリーはニュートンに理論の出版を促し、『プリンキピア』を書かせ出版費用も出した。ハレー彗星の発見で知られる。

### サミュエル・ピープス
サミュエル・ピープスは協会の第6代会長であったが、科学者ではなかった。『ピープスの日記』は1660～1669年の10年間の当時の市民生活や政治の状況がわかる第一級の史料とされる。ピープスはいろいろな実験をみたり、実験に参加したり、実験器具を購入して、妻に科学の話題を教えることを楽しみにしていた。面白いものを見たい、一流科学者と会合で同席し、同好の名士たちと同席したい、科学やそこに集う人士の噂をめぐってコーヒーハウスで盛り上がりたいという人物であった。コーヒーハウスは当時のロンドンに200軒ぐらいあったというが、そこでは政治談議から科学の話題までまじめに討論された。コーヒーハウスでは酒は出されなかったので酔っぱらうことはなかった。ピープスにとって、王立協会に会費を払って実験を見に行くことは、芝居小屋に観劇に行くのと同じような楽しみであった。当時のロンドンでは科学はエンターテイメントの一つであった。

### フランシス・ホークスビー

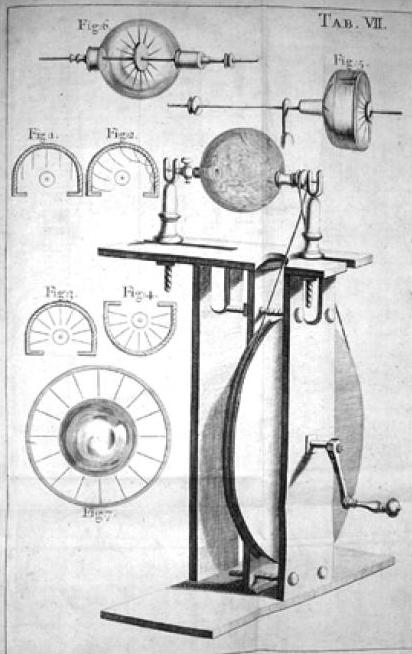
ホークスビーの起電機、内部にたらした糸が電極が帯電すると引かれる事を示している

協会の会合を儀式張ったものにしてしまったニュートンは、科学愛好家の参加減少を防ぐために毎週の会合で楽しい実験を見せる人を探した。そこで目を付けたのが呉服商のフランシス・ホークスビーだった。ホークスビーはボイルの研究を受け継いで空気ポンプを堅牢で誰でも使えるものに改良し、そのポンプを使った実験を工夫した。1703年から1713年までホークスビーはほぼ毎週、協会の例会で様々な実験を見せた。ホークスビーの名前が最初に記録されたのは、1703年12月15日の会合である。1704年の会合で見せた「嵐の時に気圧計の水銀が下がる原因を示す実験」は1704年夏のフィロソフィカル・トランザクションズに掲載された。ホークスビーは全部で53通以上の論文を協会の会報に載せた。その研究を見るとホークスビーがボイルが空気ポンプを使って研究していたことを発展させているのが分かる。1705年の論文著者の肩書きには「王立協会会員」と付されている。ホークスビーの空気ポンプは「ジョージ三世コレクション」の一つとして、現在でもロンドンの科学博物館に展示保存されている。ニュートンはホークスビーが実験を演示するたびに「実験主任」に任命して給与を出しているが、フックのように実験主任として協会に雇われることはなかった。
ホークスビーは1706年の会報に「内面にみつろうを塗ったガラス球の外表面を摩擦すると光を発する実験について」を載せている。これは会員の前で演じた実験の報告で、ガラス球の中に水銀を入れて空気を抜き、ガラス球を激しく摩擦すると光を生ずるという発見だった。これは「摩擦発電機」の発明でもあったが、すぐに注目した会員はいなかった。ホークスビーは1709年に『いろいろな物質についての自然哲学的・機械学的実験』という本にまとめた。
1710年と1712年にそれらの実験を有料で見せる講座の広告を出している。ホークスビーとその仲間たちは、世界で初めて実験装置を使って公開科学講座を始めた。それは王立協会のまわりに厳然と存在していた身分の壁を取り払い、参加料さえ払えば身分、学歴、性別、年齢に関係なく誰でも実験のようすを見学し、体験できる機会を提供した。

### デザギュリエ

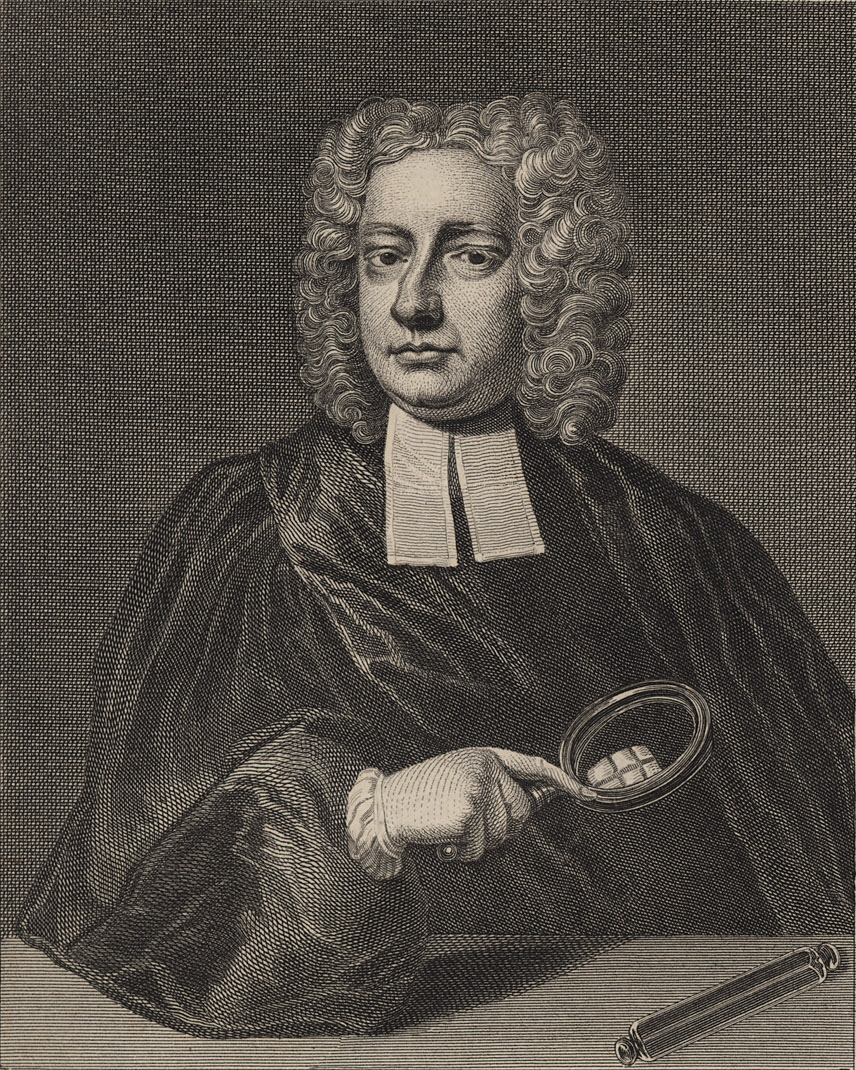
J.T.デザギュリエ

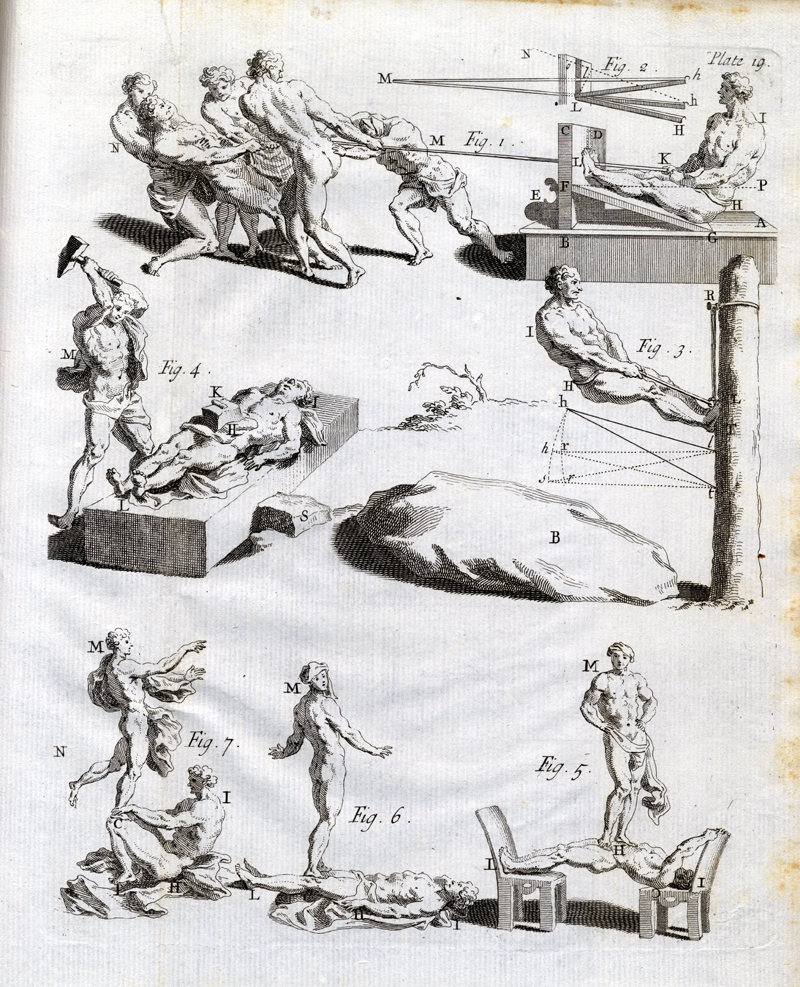
1734年『実験哲学講座』の挿絵

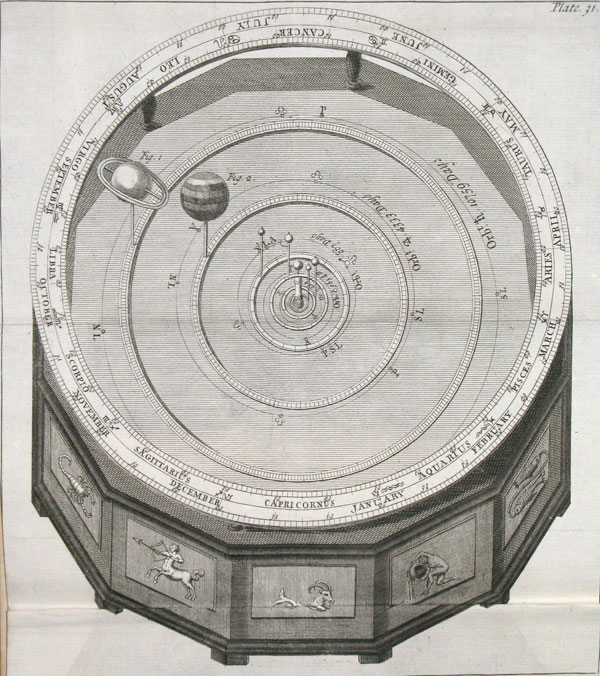
1734年のプラネタリウムの挿絵

ホークスビーが1713年に病気で亡くなると、ニュートンが次に実験演示者として期待をかけたのはジョン・テオフィルス・デザギュリエ(1682-1744)だった。デザギュリエは1713年にロンドンに移り住んでウェストミンスターのチャネルロー教会の牧師となった。自宅で科学を教える講座を開きすぐに評判になった。デザギュリエは1713年冬にニュートンが提案した熱に関する実験を追試して、協会で見事に演示した。それが評価されて1714年初めに協会の実験主任となった。デザギュリエはその主任を死ぬまで務めた。1715年にはニュートンが発見した「白色光はたくさんの色の集まりである」ということを示す実験を改良して協会で見せた。ニュートンはその実験によって『光学』のフランス語版の図を書きなおした。協会から払われる給与はしばしば遅れたり減額されたりしたが、実験器具を自宅に持ち帰って自分の講座を充実させて、自宅で開いた講座はますます人気が高まり、講座収入は実験主任の年俸の6～15倍を超えた。
デザギュリエは協会の会報に論文を52通以上書いた。1717年に80ページの講座の案内書『機械学的自然学講義』を出版した。その講義の題目は
1. 力学(8講義)－物質、力のつりあい、運動の第一法則、運動の第二法則、球の影と新月と半月・潮汐、斜面・振り子・磁石、衝突
2. 静水力学(7講義)－水・流体、比重、ポンプ、蒸気、潜水鍾、空気の弾性、空気銃
3. 光学(6講義)－光の本性・光の物質論、光の媒体・レンズ、暗箱としての目、レンズの種類と簡単に焦点を求める方（紙焦がし）、顕微鏡・望遠鏡・めがね、その他の実験

である。
1734年にデザギュリエは実験を詳しくまとめた『実験哲学講座』を出版した。この中で「講座を20年間ほどで121回開いた」と記している。聴講者のほとんどは数学のできない人で、女性も少なくなかった。デザギュリエは「数学の天分のない人に科学を教えるのはとても大変だが、喜びもまた大きい」「科学の発見者は自分の発見が役に立つことをみて喜びを感じるが、科学が人間に役に立つものだと聴講者に感じてもらうのは、発見以上の喜びがある」と述べている。当時科学の講座を自宅で開いている人はイングランドで11、12名いて、そのうちデザギュリエの講座に参加した弟子は8人いると誇らしく語っている。
デザギュリエは1734年の広告文で天文学講座をプラネタリウムを用いて行うと述べている。デザギュリエは1728年ごろまでは歯車仕掛けで天体模型を動かす機会をオーラリーと呼んでいたが、これをプラネタリウムと改めたのである。天体模型を歯車で動かす機械はホイヘンスが1682年に作らせていたが、デザギュリエは当時の天体観測データで、できるだけ精密に天体を動かせるように機械を工夫した。
デザギュリエは1736年から電気の実験も精力的に行い、吊り上げた人物が帯電して電気を保持し、それを他の物体に伝えることを演示した。デザギュリエは糸の切れ端を検電器にして、物質が電気を帯びたり、通したりする度合いや、空気中で失う電荷、湿気の効果を計っている。デザギュリエは1736年にコーヒー・ハウスの建物に居を移すとそこでも演示実験を続け、1744年に死ぬまで講座を続けた。

## 出版物

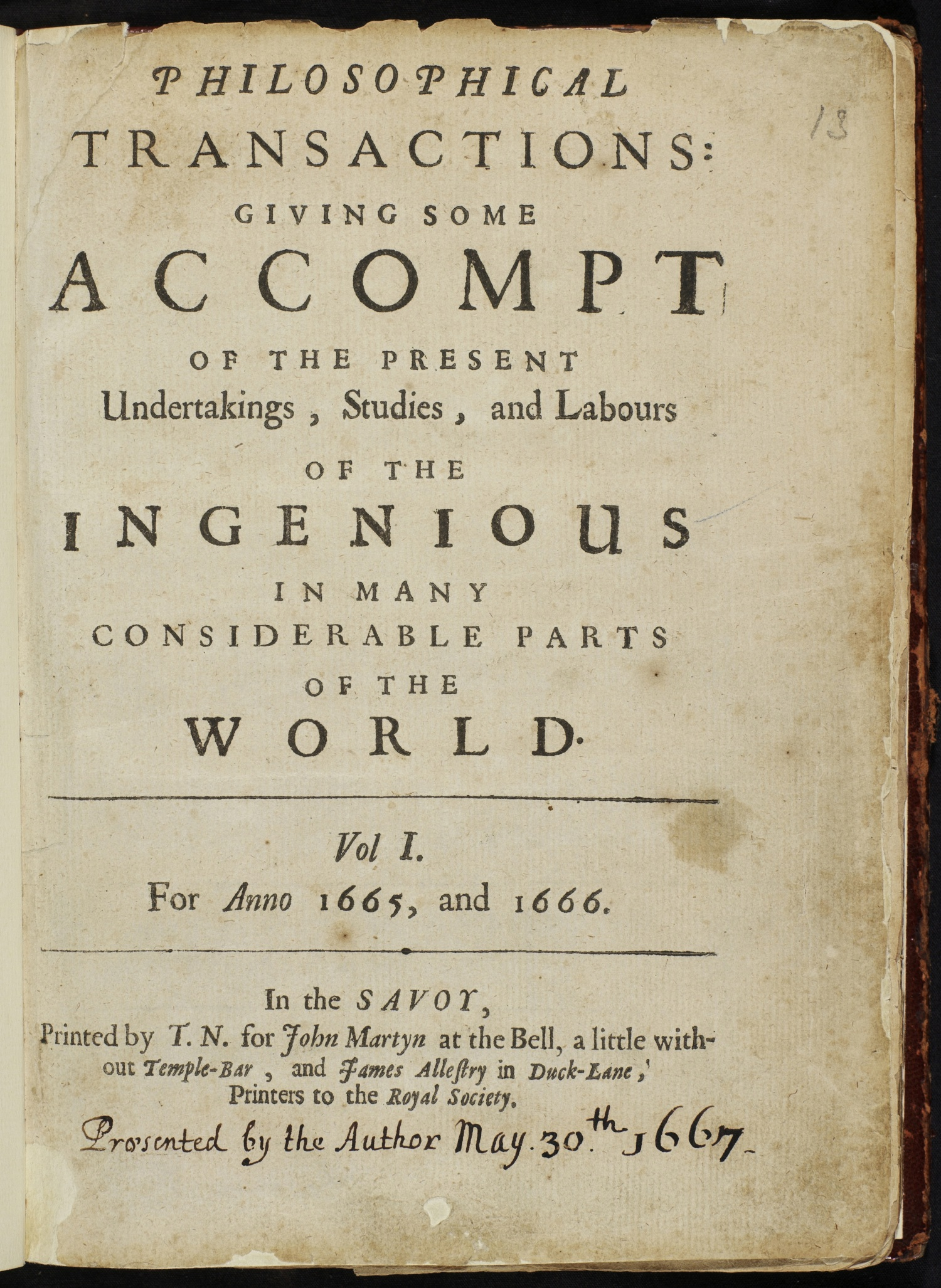
フィロソフィカル・トランザクションズ1665年版の表紙

協会の機関誌として、「フィロソフィカル・トランザクションズ 」(The Philosophical Transactions of the Royal Society)がある。発会時からメンバーだったヘンリー・オルデンバーグ(1619-1677)は初代事務総長で、科学者間の実験哲学や数理哲学に関する情報ネットワークの構築に尽力した。オルデンバーグは情報発信のために個人の費用でこの雑誌を1665年に創刊した。数年後に協会の刊行物となった。オルデンバーグはパリの科学アカデミーやフィレンツェ実験学会などと連絡を取り、国内外の学者に手紙を書いて情報収集や情報提供に努めた。各国の学者はオルデンバーグに自分の研究成果を報告してくれるようになった。往復書簡の通信相手は344人に上り研究成果を協会の会合で実験して見せたり、ロンドンに来られない研究者の研究成果を英訳して会合で読み上げたりした。オルデンバーグは「フィロソフィカル・トランザクションズ」で情報ネットワークを作り上げ運営した。

## 歴代会長
初期の王立協会の会長には、学者の他、政治家や軍人など、様々な職業の人物が選ばれてきた。近年では、ノーベル賞やフィールズ賞の受賞者など、その時代を代表する学者が就任する場合が多い。一般に、爵位を持つ。
王立協会の会長にはPRS（The president of the Royal Society）という称号が付く。
| 代 | 氏名                               | 着任年 | 退任年 | 称号等                                 |
| -- | ---------------------------------- | ------ | ------ | -------------------------------------- |
| 1  | ウィリアム・ブラウンカー           | 1662   | 1677   | ブラウンカー子爵                       |
| 2  | ジョセフ・ウィリアムソン           | 1677   | 1680   |                                        |
| 3  | クリストファー・レン               | 1680   | 1682   |                                        |
| 4  | ジョン・ホスキンス                 | 1682   | 1683   |                                        |
| 5  | シリル・ワイチ                     | 1683   | 1684   |                                        |
| 6  | サミュエル・ピープス               | 1684   | 1686   |                                        |
| 7  | ジョン・ヴォーン                   | 1686   | 1689   | カーベリー伯爵                         |
| 8  | トマス・ハーバート                 | 1689   | 1690   | ペンブルック伯爵                       |
| 9  | ロバート・サウスウェル             | 1690   | 1695   |                                        |
| 10 | チャールズ・モンタギュー           | 1695   | 1698   | ハリファックス伯爵                     |
| 11 | ジョン・サマーズ                   | 1698   | 1703   | サマーズ男爵                           |
| 12 | アイザック・ニュートン             | 1703   | 1727   |                                        |
| 13 | ハンス・スローン                   | 1727   | 1741   |                                        |
| 14 | マーティン・フォークス             | 1741   | 1752   |                                        |
| 15 | ジョージ・パーカー                 | 1752   | 1764   | マクルスフィールド伯爵                 |
| 16 | ジェイムズ・ダグラス               | 1764   | 1768   | モートン伯爵                           |
| 17 | ジェームズ・バーロウ               | 1768   | 1768   |                                        |
| 18 | ジェームズ・ウェスト               | 1768   | 1772   |                                        |
| 19 | ジョン・プリングル                 | 1772   | 1778   |                                        |
| 20 | ジョゼフ・バンクス                 | 1778   | 1820   |                                        |
| 21 | ウイリアム・ウォラストン           | 1820   | 1820   |                                        |
| 22 | ハンフリー・デービー               | 1820   | 1827   |                                        |
| 23 | デイヴィス・ギルバート             | 1827   | 1830   |                                        |

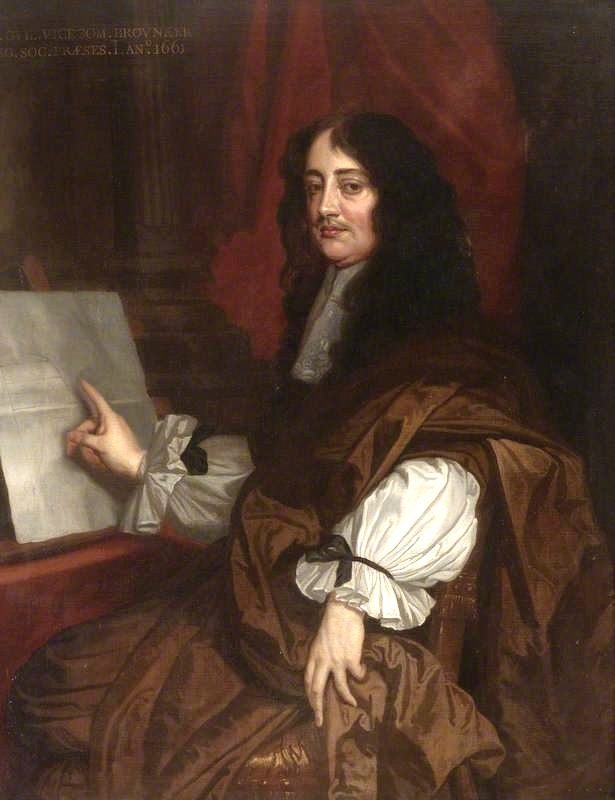
初代: ウィリアム・ブラウンカー。

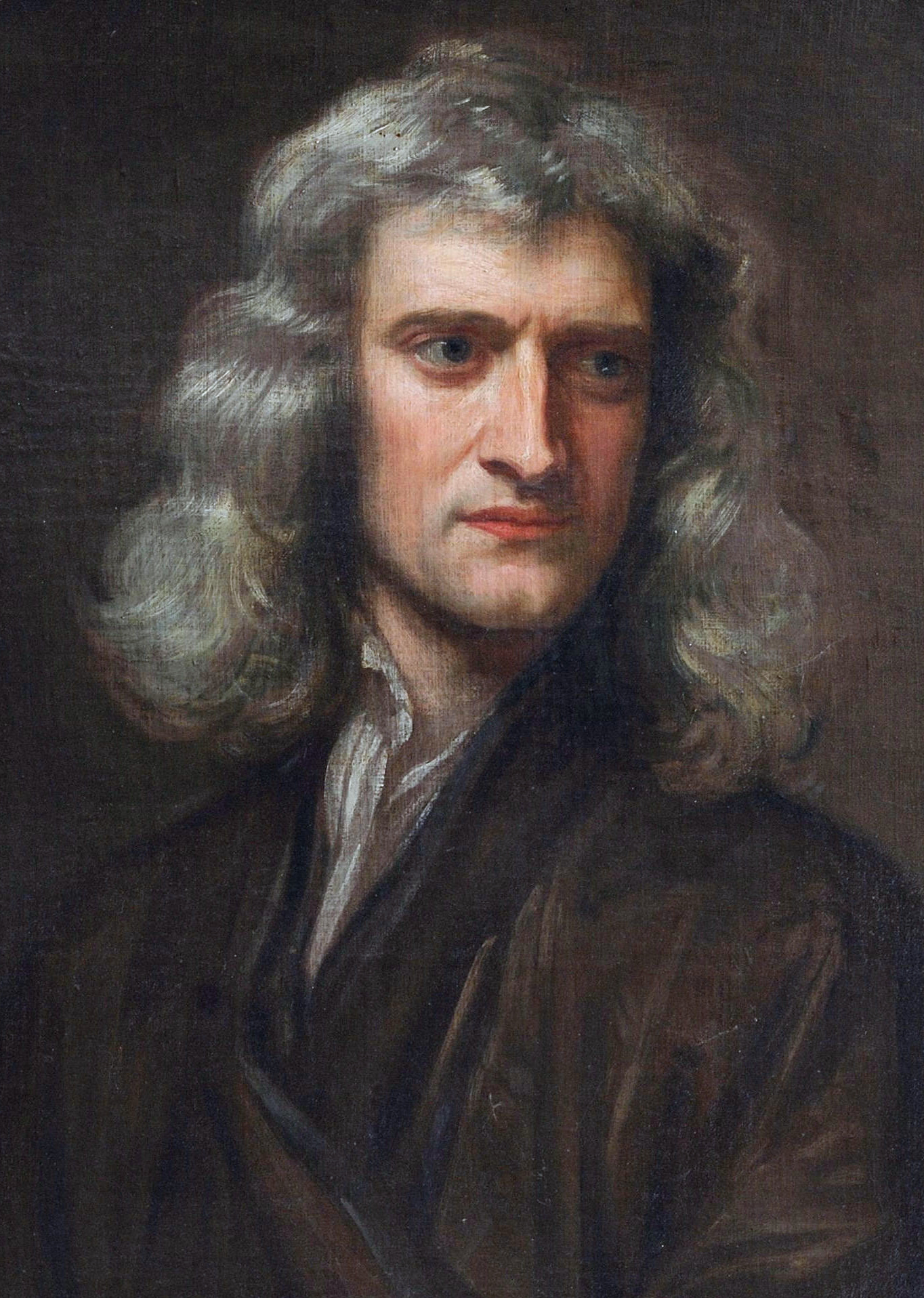
12代: アイザック・ニュートンは、24年のあいだ会長職を務めた。

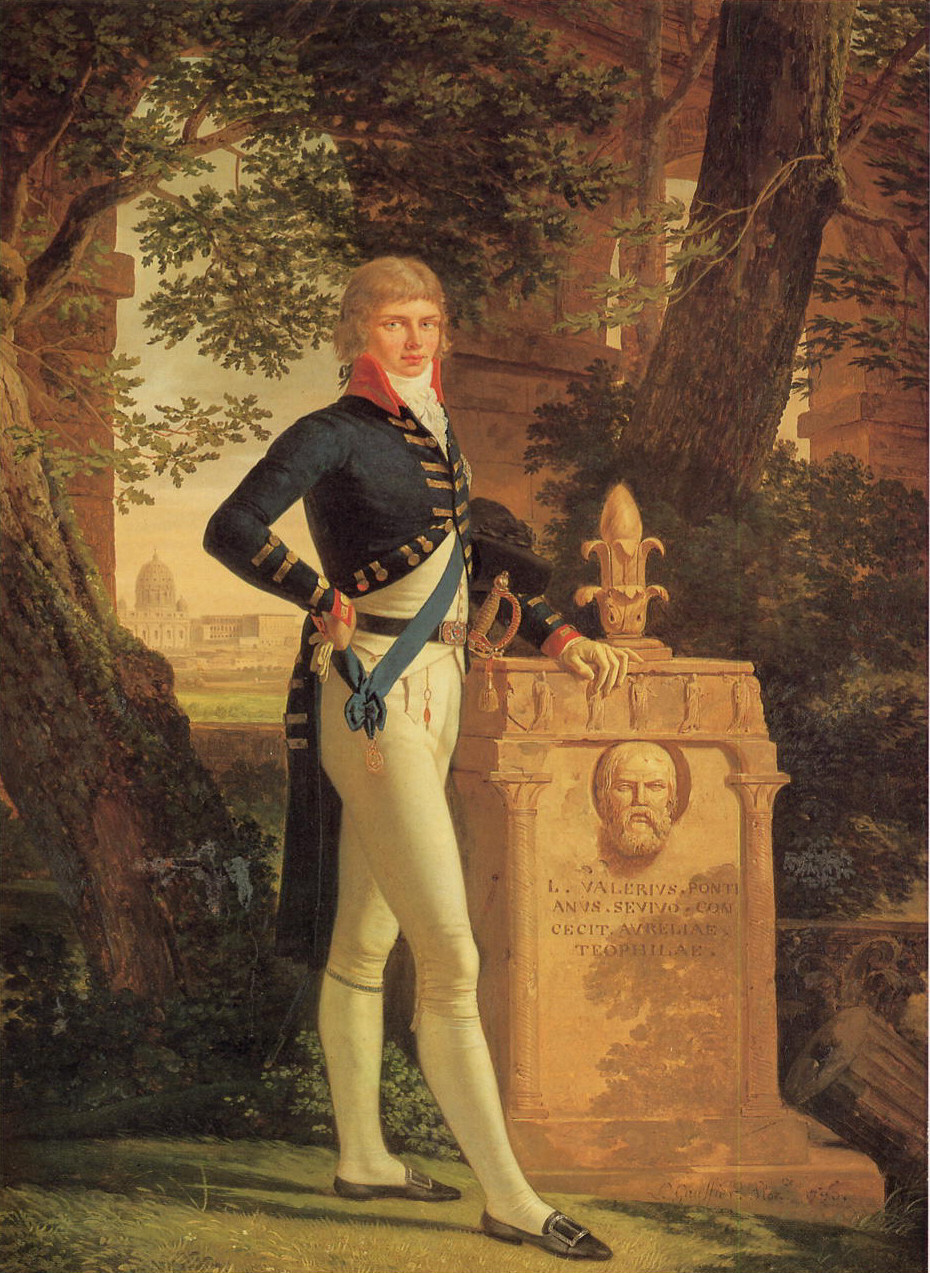
24代: オーガスタス・フレデリックは、ヴィクトリア女王の叔父に当たる。

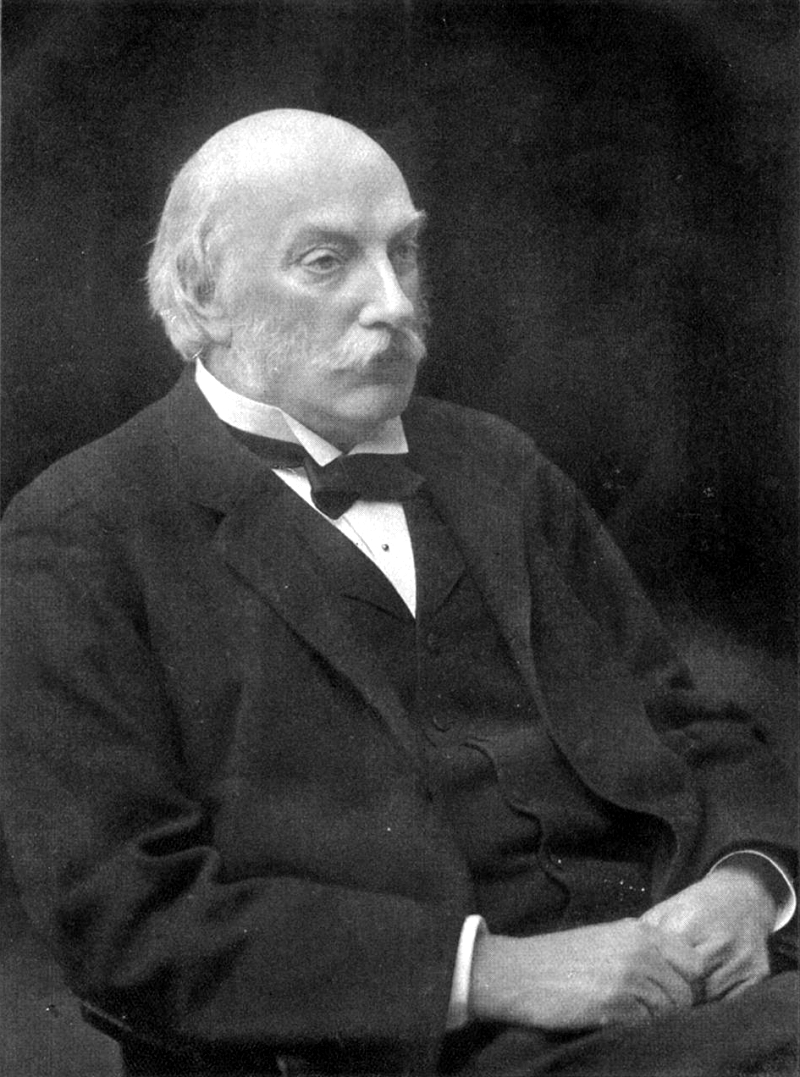
38代: レイリー卿ジョン・ウィリアム・ストラットは、1904年にノーベル物理学賞を受賞している。

| 24 | オーガスタス・フレデリック         | 1830   | 1838   | サセックス公爵                         |
| 25 | スペンサー・コンプトン             | 1838   | 1848   | ノーサンプトン侯爵                     |
| 26 | ウィリアム・パーソンズ             | 1848   | 1854   | ロス伯爵                               |
| 27 | ジョン・ロッテスリー               | 1854   | 1858   | ロッテスリー男爵                       |
| 28 | ベンジャミン・コリンズ・ブロディ   | 1858   | 1861   |                                        |
| 29 | エドワード・サビーン               | 1861   | 1871   |                                        |
| 30 | ジョージ・ビドル・エアリー         | 1871   | 1873   |                                        |
| 31 | ジョセフ・ダルトン・フッカー       | 1873   | 1878   |                                        |
| 32 | ウィリアム・スポティスウッド       | 1878   | 1883   |                                        |
| 33 | トマス・ヘンリー・ハクスリー       | 1883   | 1885   |                                        |
| 34 | ジョージ・ガブリエル・ストークス   | 1885   | 1890   |                                        |
| 35 | ウィリアム・トムソン               | 1890   | 1895   | ラーグスのケルヴィン男爵               |
| 36 | ジョゼフ・リスター                 | 1895   | 1900   | ライム・リージスのリスター男爵         |
| 37 | ウィリアム・ハギンズ               | 1900   | 1905   |                                        |
| 38 | ジョン・ウィリアム・ストラット     | 1905   | 1908   | 第3代レイリー男爵                      |
| 39 | アーチボルド・ゲイキー             | 1908   | 1913   |                                        |
| 40 | ウィリアム・クルックス             | 1913   | 1915   |                                        |
| 41 | ジョセフ・ジョン・トムソン         | 1915   | 1920   |                                        |
| 42 | チャールズ・シェリントン           | 1920   | 1925   |                                        |
| 43 | アーネスト・ラザフォード           | 1925   | 1930   | ネルソンのラザフォード男爵             |
| 44 | フレデリック・ホプキンズ           | 1930   | 1935   |                                        |
| 45 | ヘンリー・ブラッグ                 | 1935   | 1940   |                                        |
| 46 | ヘンリー・ハレット・デール         | 1940   | 1945   |                                        |
| 47 | ロバート・ロビンソン               | 1945   | 1950   |                                        |
| 48 | エドガー・エイドリアン             | 1950   | 1955   | ケンブリッジのエイドリアン男爵         |
| 49 | シリル・ヒンシェルウッド           | 1955   | 1960   |                                        |
| 50 | ハワード・フローリー               | 1960   | 1965   | アデレードとマーストンのフローリー男爵 |
| 51 | パトリック・ブラケット             | 1965   | 1970   | ブラケット男爵                         |
| 52 | アラン・ロイド・ホジキン           | 1970   | 1975   |                                        |
| 53 | アレクサンダー・トッド             | 1975   | 1980   | トランピントンのトッド男爵             |
| 54 | アンドリュー・ハクスリー           | 1980   | 1985   |                                        |
| 55 | ジョージ・ポーター                 | 1985   | 1990   | ラドナムのポーター男爵                 |
| 56 | マイケル・アティヤ                 | 1990   | 1995   |                                        |
| 57 | アーロン・クルーグ                 | 1995   | 2000   |                                        |
| 58 | ロバート・メイ                     | 2000   | 2005   | オックスフォードのメイ男爵             |
| 59 | マーティン・リース                 | 2005   | 2010   | ラドローのリース男爵                   |
| 60 | ポール・ナース                     | 2010   | 2015   |                                        |
| 61 | ヴェンカトラマン・ラマクリシュナン | 2015   | 2020   |                                        |
| 62 | エイドリアン・スミス               | 2020   |        |                                        |

## 表彰
- コプリ・メダル（最高栄誉）
- ロイヤル・メダル
- ダーウィン・メダル
- デービーメダル
- ヒューズ・メダル
- シルヴェスター・メダル
- ランフォード・メダル
- リーバーヒューム・メダル
- ベーカリアン・メダル
- マイケル・ファラデー賞